# Nobleza de Austria

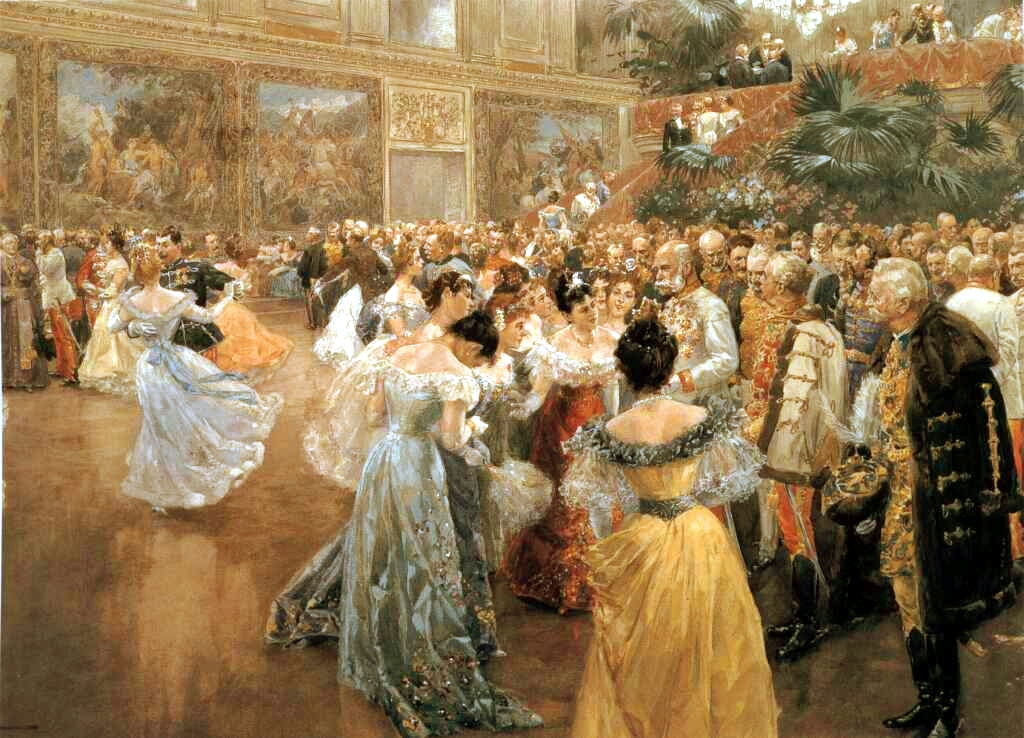
Aristócratas reunidos alrededor del Emperador Francisco José I, en un baile en el Palacio Imperial de Hofburg. Pintura de Wilhelm Gause (1900).

La nobleza de Austria (en alemán österreichischer Adel) fue abolida oficialmente en 1919 después de la caída del Imperio austrohúngaro. Los nobles actualmente forman parte de la sociedad austríaca, pero no conservan los privilegios específicos de la misma. El sistema de nobleza de Austria era muy similar al de Alemania, ya que ambos países conformaban el Sacro Imperio Romano Germánico (962-1806).
Cualquier noble que viviera en las tierras de los Habsburgo debían su lealtad a la dinastía, y por tanto, al Emperador, también se consideraban como parte de la aristocracia austríaca. Esto se aplicaba a cualquier miembro de Bohemia, Hungría, Polonia, Dalmacia y otras noblezas del dominio de los Habsburgo.
El intento de diferenciar entre las etnias puede ser muy confuso, especialmente para los nobles del Imperio Austro-Húngaro (1867-1918) y el Sacro Imperio Romano Germánico (962-1806), no así durante la época del Imperio de Austria (1804-1867).
Cuando se habla de "nobleza austríaca", se pueden realizar dos categorías:
1. La nobleza histórica que vivía en los territorios del imperio Habsburgo y que juró lealtad a la dinastía, incluyendo a todos hasta 1918 y,
2. La presente, la nobleza después de 1918, que conservan la ciudadanía austríaca por su ascendencia de Austria, el sur de Tirol en Italia y Burgenland. O quienes fueron ennoblecidos bajo el dominio de los Habsburgo y se identificaron como pertenecientes a este grupo de Estado.

## Historia
Desde 1453 en adelante, el Archiduque de Austria tenía el derecho de conceder la nobleza a quiénes no lo eran, como lo hacía el Arzobispo de Salzburgo, ya que Salzburgo se mantenía como territorio independiente. Además del Emperador del Sacro Imperio Romano Germánico -que recaería en manos del Archiduque de Austria perteneciente a la Casa de Habsburgo de 1438 a 1806-, pocos gobernantes imperiales tenían ese derecho. En la era del absolutismo, la nobleza que residía en las ciudades se volvió contra la nobleza que estaba en la corte (Hofadel). Servir en la corte se convirtió en el objetivo principal de los nobles. Dentro de la corte existía un estrecho grupo de cien Familien (familias), quiénes poseían enormes riquezas y tierras. También tenían gran influencia en la corte, por tanto, jugaban un importante papel en la política y en la diplomacia.
Después de la caída del Imperio Romano en 1806, los Habsburgo, quiénes eran emperadores austríacos desde 1804 en adelante, continuaron elevando a ciudadanos a la nobleza hasta el final de la monarquía en 1918. Algunas familias de nobles incluso tenían el derecho de ocupar un asiento en el Herrenhaus en el Consejo Imperial (Reichsrat) del Imperio Austro-Húngaro. Los nobles de los estados anteriormente soberanos, tales como el norte de Italia, se les permitió conservar sus derechos y mantener sus títulos.

### Nobleza judía
Unas pocas y muy ricas familias judías fueron ennoblecidas después de 1782 por el «Edicto de Tolerancia». El mismo, dictado por el Emperador José II de Habsburgo fue decretado beneficiando a banqueros judíos muy ricos y más tarde, a empresarios e industriales quiénes también podían ser ennoblecidos por sus servicios, pero sin ningún título de bajo rango como Freiherr o Ritter. Las pocas familias favorecidas por la aristocracia no se encontraban obligadas a abjurar fidelidad, pero la mayoría de estas se convirtieron al cristianismo con el fin de ser aceptadas.
Pese a que la elevación a la nobleza significaba ser reconocido por el éxito y por las contribuciones cívicas, y suponía un aumento del estatus social, no alteraba el hecho de que los judíos eran en su mayor parte, simplemente tolerados. Los judíos no podían elegir libremente el lugar y la duración de su estadía, teniendo que pedir permiso regularmente a las autoridades. Cuando el banquero y protector de las artes,  Raymund Karl Wetzler (o Wetzlar) von Plankenstern creó un Reichsfreiherr para la Emperatriz María Teresa I de Austria, se convirtió al catolicismo siendo aún muy joven. Su mansión en Viena era el centro de las bellas artes y era amigo íntimo de Mozart, como su hijo Alejandro lo fue de Ludwig van Beethoven.
Más allá de las dificultades, para 1821 existían al menos nueve familias judías ennoblecidas que vivían en la capital. Algunos de ellos eran muy ricos e incluían a los Rothschild, Arnstein, Eskeles, Gomperz, Kuffner, Lieben, Auspitz, Schey von Koromla, Todesco y Wertheimstein, Weißmann y von Wiernes. La asimilación de los judíos como nobles comenzó el proceso del ingreso de los judíos en la clase alta de Austria.

### Abolición de la nobleza en 1919

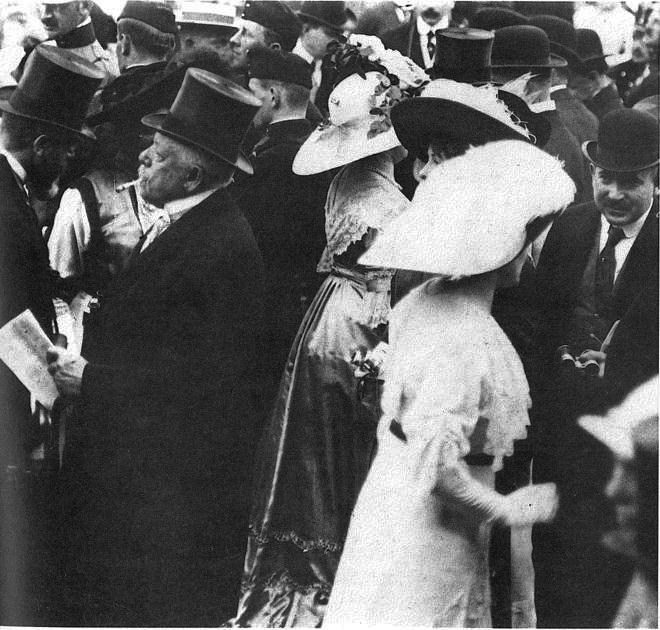
La alta sociedad en el hipódromo Freudenau alrededor de 1900. Estos eventos eran muy populares y se usaban para cuidar las relaciones sociales.

El Adelsaufhebungsgesetz o «Ley sobre la abolición de la nobleza» de 1919 no sólo abolió la nobleza, sino también sus privilegios y los de los nobles alemanes, títulos nobiliarios y nombres. Por tanto, ningún ciudadano de Austria puede tener títulos nobiliarios o partículas de los mismos como "von zu" en su apellido. Por ejemplo, el nombre del heredero al trono del Imperio Austro-Húngaro se convirtió simplemente en «Karl Habsburgo», no «Karl von Habsburgo».  Del mismo modo, «Friedrich von Hayek» se convirtió en «Friedrich Hayek» y «Kurt von Schuschnigg» fue «Kurt Schuschnigg».
A menudo puede resultar confuso cuando los descendientes de nobles se refieren a los mismos en el extranjero. Además los miembros de las familias nobles a menudo tienen múltiples ciudadanías, como fue el caso de Otto von Habsburgo, hijo mayor del último emperador de Austria, que además era ciudadano alemán. La ley, sin embargo, no se aplica a los artistas, que utilizan el "von", como el caso del músico Hubert von Goisern. Sin embargo, los nombres artísticos no son reconocidos como nombres oficialmente.
Los miembros de la baja nobleza especial, como los funcionarios, encontraron esta ley como degradante y humillante, ya que habían trabajado duramente para obtener un título nobiliario y ascender dentro de la sociedad. Los miembros de la alta nobleza eran capaces de absorber la abolición formal con mayor naturalidad. Aun cuando se perdieron los títulos y privilegios, los anteriormente nobles mantuvieron sus costumbres sociales, posiciones y riquezas.

... infantil, ya que no acertó en lo que debería haber acertado. Una vez hablé con la muy fina e inteligente "Princesa" Fanny von Starhemberg sobre esto. "Para nosotros" dijo ella, "la abolición oficial es bastante irrelevante, ya que con o sin títulos, siempre vamos a seguir siendo los Starhemberg".
Presidente Michael Hainisch.

La ley de la abolición de la nobleza y títulos nunca fue derogada, inclusive dentro del período del austrofascismo (1934-1938). Tras el Anschluss con la Alemania nazi (1938-1945), esta ley se mantuvo en los libros, aunque no era aplicada, permitiendo que los nobles austríacos utilizaran nuevamente sus apellidos.
Aunque los títulos y partículas como "von zu" no son legales, algunas personas se refieren extraoficialmente a ellos con las mismas. Un ejemplo de ello es Karl Schwarzenberg, a quién ocasionalmente se lo conoce como «Fürst zu Schwarzenberg» (Príncipe de Schwarzenberg) en los medios de comunicación, además de tener la nacionalidad checa y suiza, pero no la austríaca.
A diferencia de la nobleza de Bohemia, Polonia, Rusia o de los antiguos territorios de Prusia, la nobleza austríaca jamás tuvo una confiscación de tierras o de riquezas. Medidas sociales fueron presentadas por el gobierno republicano, con el fin de crear una mayor igualdad entre los ciudadanos y financiar los proyectos públicos, poniendo una tensión adicional entre la aristocracia terrateniente y la aristocracia propiamente dicha, forzando la venta de muchos palacios y tierras debido al costo de mantenimiento. Sin embargo, no ha habido ninguna medida específica del gobierno para quitarles sus posesiones.

## Títulos nobiliarios
La nobleza austríaca se dividía en dos categorías: la llamada «alta nobleza» (hoher Adel), y la «baja nobleza» (niederer Adel). En la alta nobleza se encontraban los príncipes y condes, y en la baja nobleza, se encontraban los barones, caballeros y familias nobles que no poseían títulos.

### Miembros no dominantes de la Familia Imperial
A los miembros no dominantes de la familia imperial se les dio el título de:
- La esposa del Emperador (Kaiser), era la Emperatriz (Kaiserin) y se la llamaba «Su Majestad Imperial» (Her Imperial Majesty).
- Archiduque (Erzherzog) / Archiduquesa (Erzherzogin) y eran llamados «Alteza Imperial y Real» (Kaiserliche und königliche Hoheit).
- Duque (Herzog) / Duquesa (Herzogin).

Eran los agnados de la familia imperial que fueron excluidos de la línea sucesoria, creándose los títulos de príncipe, princesa, duque y siendo abordados como Alteza (Hoheit) o Alteza Serenísima (Durchlaucht).

### Miembros de la Alta nobleza
- Príncipe / Princesa (Fürst/Fürstin)
- Conde / Condesa (Graf/Gräfin)

Para las Condesas solteras se utilizaba el título de «Komtesse», tomado del «Comtesse» de la lengua francesa.

### Miembros de la Baja nobleza
- Barón (Freiherr) / Baronesa  (Freifrau y Freiin)

Las Baronesas se distinguían en Alemania, una Freifrau era una Baronesa que había obtenido su título por matrimonio, una Freiin era una Baronesa que había nacido con el título.
- Caballero (Ritter)
- Edler / Edle

## La Familia Imperial austríaca

### Archiduques
Erzherzog (Archiduque) / Erzherzogin (Archiduquesa)
de Austria: Casa de Habsburgo-Lorena
de Austria-Este: Casa de Habsburgo-Lorena, Duques de Modena y Este.

### Gran Duques
Großherzog (Gran Duque) / Großherzogin (Gran Duquesa)
de Toscana: Casa de Habsburgo-Lorena, Archiduque de Austria

### Duques
Herzog (Duque) / Herzogin (Duquesa)
de Casa de Babenberg, extinta en 1296.
de Casa de Hohenberg, quiénes eran la esposa e hijos del sucesor al trono del archiduque Francisco Fernando
de Modena y Este: Casa de Habsburgo-Lorena, Archiduque de Austria-Este
de Reichstadt: Napoleón II
de Teschen: Casa de Habsburgo-Lorena, Archiduque de Austria

## Composición de los apellidos
Debido a la supresión de las proposiciones, muchas familias se vieron obligadas a reinventar sus apellidos por completo, trayendo muchas complicaciones. Los nobles no Habsburgo luego de 1919 podían tener la proposición "von" o "zu", o una combinación de ambas como "von und zu". Los nobles que no hablaban alemán, sin embargo, prefirieron utilizar el "de", como por ejemplo los de Bohemia, Hungría y Galicia, ya que consideraban que sonaba menos germano. Debido a que Austria-Hungría fue un imperio multiétnico, ambas versiones de apellidos pueden ser utilizados oficialmente y ser reconocidos por el gobierno.
Por el contrario, los apellidos que utilizaban "de" y "de la" no pueden sustituir la proposición por el germano "von". Pero existen ejemplos compuestos, por ejemplo la familia "de la Fontaine und d'Harnoncourt-Unverzagt" con combinación de proposiciones en alemán y en francés, reflejando la colorida multietnia del imperio austríaco.
Regularmente, los apellidos de familia se escribieron con un predicado "von XY", pese a que la forma correcta es "X von Y".